# Grafschaft Baden

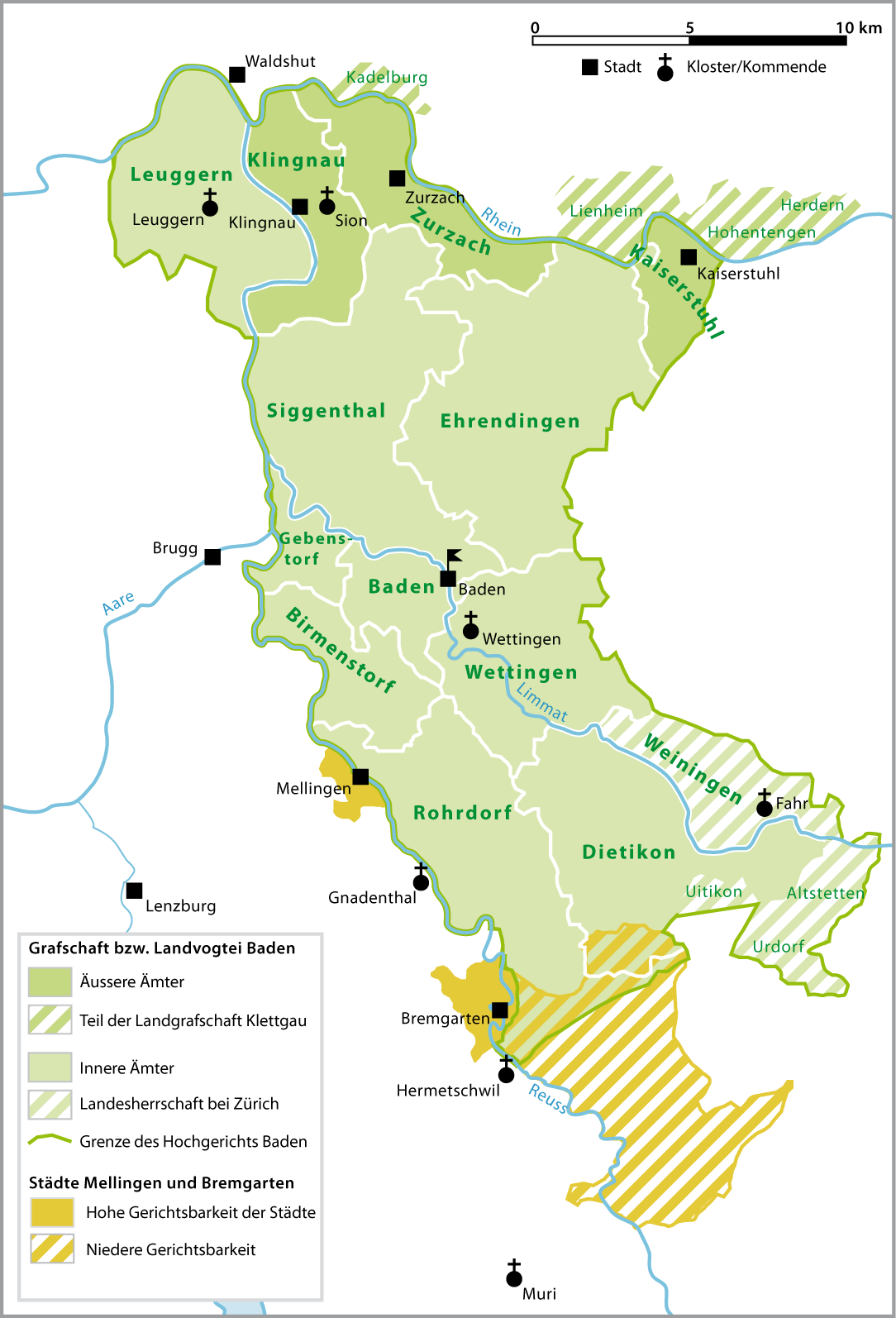
Karte der Grafschaft Baden

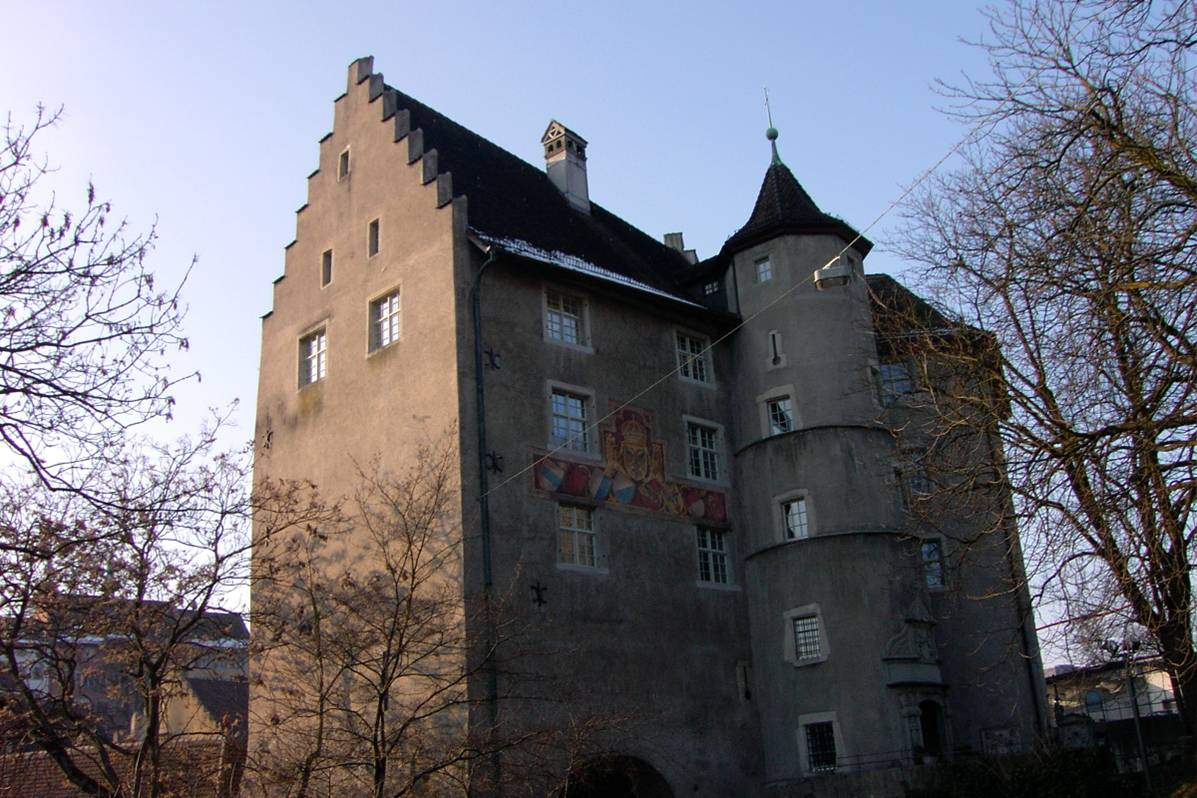
Das Landvogteischloss in Baden

Die Grafschaft Baden war von 1415 bis 1798 eine gemeine Herrschaft der Eidgenossen, also ein Untertanengebiet, das von mehreren eidgenössischen Orten gemeinsam verwaltet wurde. Mit der Eidgenossenschaft schied es 1648 aus dem Reichsverband aus. Es umfasste den nordöstlichen Teil des heutigen Kantons Aargau in der Schweiz.

## Geschichte
Das ursprüngliche Amt Baden war zuerst im Besitz der Grafen von Lenzburg, ab 1173 der Grafen von Kyburg, ab 1264 der Grafen von Habsburg. Es umfasste das Dreieck zwischen Rhein und Reuss und wurde von einem habsburgischen Landvogt von der Burg Stein in Baden aus verwaltet. Die Grafschaft als Bezirk der Hohen Gerichtsbarkeit gehörte in Pertinenz zur Herrschaft Baden und umfasste auch Gebiete, in denen die Habsburger die niedere Gerichtsbarkeit nicht ausübten.
Nach der Eroberung durch die Eidgenossen im Jahr 1415 erhielt das Gebiet den Namen «Grafschaft Baden» und wurde zuerst von den Acht Alten Orten ausser Uri verwaltet, bis letzter Kanton 1443 auch in die Herrschaft aufgenommen wurde. Zur Grafschaft gehörten die früheren habsburgischen Ämter Baden und Siggental, die Vogteien Klingnau, Zurzach und Kaiserstuhl, die dem Hochstift Konstanz gehörten, sowie das Kirchspiel Leuggern, das zum grössten Teil im Besitz der Johanniterkommende Leuggern war. Diese trat 1460/67 unter die Schirmhoheit der VIII Orte. Bis 1531/32 wurden auch die Städte Baden, Mellingen und Bremgarten zur Grafschaft Baden gerechnet, obwohl die Städte die Hohe Gerichtsbarkeit selbst ausübten. Danach waren Mellingen und Bremgarten der Aufsicht des Landvogts der Freien Ämter unterstellt.
Die Grafschaft Baden war in acht innere und drei äussere Ämter gegliedert. Die inneren Ämter waren Birmenstorf, Dietikon, Ehrendingen, Gebenstorf, Leuggern, Rohrdorf, Siggenamt und Wettingen. Die äusseren Ämter waren Kaiserstuhl, Klingnau und Zurzach, zu denen auch die rechtsrheinischen Kirchspiele Kadelburg, Lienheim und Hohentengen gehörten. Das Rechtssystem in der Grafschaft war sehr uneinheitlich, was zu zahlreichen Konflikten um die Hoheitsrechte führte. Es gab über 30 verschiedene Gerichtsherren. Dazu zählten das Kloster Wettingen, die Johanniterkommende Leuggern, das Kloster Sankt Blasien und der Fürstbischof von Konstanz. Die Städte Baden, Bremgarten und Mellingen besassen eigene Gerichte und Selbstverwaltung und herrschten auch über einige Nachbardörfer.
Die acht alten Orte der Eidgenossenschaft stellten im Turnus von zwei Jahren den Landvogt. Ab 1712, nach der Niederlage der katholischen Orte im Zweiten Villmergerkrieg, regierten nur noch die drei reformierten Orte Zürich, Bern und Glarus im Verhältnis 7:7:2. Die Landvögte residierten in Baden im «Niderhus», dem späteren Landvogteischloss. Dort fanden ab 1712 oft Tagsatzungen der Eidgenossenschaft statt. Die Untervögte stammten meist aus der lokalen Oberschicht.
In den Dörfern der Grafschaft wurde fast ausschliesslich Landwirtschaft betrieben. Märkte fanden in Bremgarten, Mellingen, Kaiserstuhl und Klingnau statt; Zurzach war ein bedeutender Messeort. Auf dem Land war das Handwerk zuerst geduldet, ab 1666 sogar ausdrücklich erlaubt. Aufgrund der uneinheitlichen Rechtsstruktur und der Realteilung im Erbrecht wurde das Land immer mehr zerstückelt. Ende des 18. Jahrhunderts gab es in der gesamten Grafschaft Baden keine einzige Manufaktur oder Fabrik.
1528 wechselten die meisten Gemeinden zum reformierten Glauben, wurden aber 1531 nach dem Zweiten Kappeler Landfrieden wieder rekatholisiert. Da sich protestantische und katholische Landvögte rasch wechselten, konnten sich in Zurzach und Tegerfelden reformierte Mehrheiten halten. Die unter dem Einfluss der Stadt Zürich stehenden Gemeinden im östlichen Limmattal blieben stets reformiert. Birmenstorf, Gebenstorf und Würenlos waren konfessionell gemischt.
Die Grafschaft Baden war das einzige Gebiet im Hoheitsbereich der Alten Eidgenossenschaft, in dem ab dem 17. Jahrhundert Juden geduldet wurden. Ab 1776 wurde ihr Wohnrecht auf Endingen und Lengnau beschränkt. Die Juden waren direkt dem Landvogt unterstellt, durften kein Land besitzen und kein Handwerk ausüben. Ausserdem mussten sie sich ab 1696 alle 16 Jahre einen «Schutz- und Schirmbrief» erkaufen. Im 18. Jahrhundert wurden in den beiden Dörfern grosse, repräsentative Synagogen gebaut: die Synagoge Endingen und Synagoge Lengnau.
Am 19. März 1798 marschierten französische Truppen ein. Aus der Grafschaft Baden, dem Kelleramt bei Bremgarten und den Freien Ämtern wurde am 11. April der Kanton Baden der Helvetischen Republik gebildet; die rechtsrheinischen Gebiete hingegen abgespalten. Fünf Jahre später ging der Kanton Baden im Kanton Aargau auf.